# Saïd Ennjimi
 (novembre 2016).
 (novembre 2016).
Saïd Ennjimi, né le 13 juin 1973 à Casablanca (Maroc), est un arbitre professionnel de football français nommé par la Fédération française de football en 1998.
Il est également président de la Ligue de Football Nouvelle-Aquitaine (LFNA), gérant de plusieurs cabinets d'expertise-comptable localisés à Paris, Limoges et Argenton-sur-Creuse et gérant d'une société de façonnage et de transformation du verre située à Mulsanne, dans la Sarthe.

## Origines et études
Après un cursus d'études en comptabilité et finance d'entreprise, Saïd Ennjimi obtient son diplôme d'expertise-comptable puis s'inscrit au tableau de l'Ordre des experts-comptables. Il est également passé par les rangs du Centre de Droit et d’Économie du Sport (CDES) de Limoges ou il a obtenu un DESS Droit, Économie et Gestion du Sport.

## Activité arbitrale

### Débuts dans l'arbitrage
Saïd Ennjimi est arrivé en France à l'âge de deux ans et a grandi dans le quartier Pierre-de-Coubertin, à Limoges, où une équipe de football a été créé par ses habitants. Lors de leur première saison, le jeune Saïd Ennjimi, pris par l'engouement local, accompagnait l'équipe à chacun de ses matchs. Un jour, pour se conformer aux règles du statut de l'arbitrage, le petit club du FC Bouaye (44) lui propose d'officier en tant qu'arbitre assistant bénévole, il accepte et se lance dans une carrière officielle en 1991, à l'âge de 17 ans.

### Arbitre en Ligue 1
À l'issue de la saison 2004-2005, Saïd Ennjimi, classé troisième meilleur arbitre de Ligue 2 par la Direction nationale de l'arbitrage (DNA) est affecté au premier échelon du championnat de football français. C'est donc de manière progressive, que le natif de Casablanca a gravi les échelons pour officier pour la première fois en Ligue 1, le 6 août 2005, à l'âge de 32 ans, à l'occasion de la 2e journée du championnat qui opposa le F.C Metz à Le Mans F.C. Il inaugura cette première apparition en Ligue 1 par la distribution de trois cartons jaunes.
Désormais, avec près de 90 matchs de Ligue 2 et 200 matchs de Ligue 1 au compteur, l'arbitre licencié au Limoges F.C, représentant de l'activité arbitrale de la Ligue du Centre-Ouest de football se situe parmi les plus expérimentés du championnat de France de football. Sous l'impulsion de la progression de Saïd Ennjimi dans le domaine de l'arbitrage, plus d'une dizaine d'arbitres lui ont emboîté le pas avec des réussites plus ou moins variées. On citera Djamel Zitouni, Frédéric Cano et Cédric Dos Santos, arbitres-assistants originaires de Limoges qui tous trois évoluent au sein du championnat de France de Ligue 1.

### Arbitre international
Saïd Ennjimi obtient le titre d'arbitre international en 2008. Sur la scène internationale, il a été mobilisé sur des compétitions telles que la Ligue des champions, la Ligue Europa, ou encore les phases de qualifications de la Coupe du Monde 2010 et de l'Euro 2012. Du côté Nord-Africain, Saïd Ennjimi possède la particularité d'avoir été le premier arbitre non affilié à la Fédération Royale Marocaine de Football (F.R.M.F) à officier lors d'une rencontre du championnat du Maroc de football. En effet, en guise de symbole de la collaboration riche et durable entre la F.F.F et la F.R.M.F, un trio français : Saïd Ennjimi (centre), Hughes Berly et Djamel Zitouni (touche) fut pour la première fois mobilisé en Botola Pro Maroc Telecom lors de l'avant dernière journée du championnat de la saison 2009-2010 opposant le Wydad Athletic de Fès et l'AS.FAR de Rabat.
En septembre 2012, les médias révèlent que le sommet de la Direction nationale de l'arbitrage (DNA) désire destituer Saïd Ennjimi ainsi qu'Olivier Thual de leurs fonctions internationales afin de promouvoir deux jeunes arbitres : Nicolas Rainville et Benoît Millot. Toutefois, le comité exécutif de la F.F.F ainsi que son président Noël le Graët s'opposent à la rétrogradation de Saïd Ennjimi. Fin 2012, le maintien de Saïd Ennjimi (à l'inverse de celui d'Olivier Thual) dans ses fonctions d'arbitre international est confirmé par l'UEFA. La commission fédérale des arbitres a sorti Saïd Ennjimi des listes internationales le 1er janvier 2016 pour le remplacer par Franck Schneider.

### Style d'arbitrage et personnalité
Au fil des années, le style Saïd Ennjimi s'est bâti une réputation sur et en dehors des terrains de Ligue 1. Réputé comme arbitre d'expérience, flegmatique, ouvert à la discussion et affichant sa liberté de penser, tout autrement, d'autres l'estiment être trop souvent dans le rapport de force, voire dans l'agressivité avec les joueurs.

### L'"affaire des maillots"
Le 24 avril 2015, à l'occasion de la 34e journée de Ligue 1 opposant l'Olympique de Marseille au F.C Lorient, match pour lequel il était désigné arbitre principal, Saïd Ennjimi a demandé avant que ne débute le match des maillots dédicacés de l'Olympique de Marseille qu'il comptait offrir à des œuvres caritatives du Limousin. Les tuniques étant arrivées sans les autographes à l'issue du match, Saïd Ennjimi s'est emporté dans un accès de colère dans les couloirs du Vélodrome obligeant Vincent Labrune, ancien président du club marseillais, à intervenir pour rétablir le calme.
À la suite du rapport de Claude Tellène (observateur de la Direction nationale de l'arbitrage (DNA) chargé de noter sa prestation) lui reprochant un comportement inapproprié à la fonction d'arbitre, Saïd Ennjimi a été suspendu à titre provisoire par la commission fédérale d'arbitrage jusqu'à l'issue de la saison 2014/2015, et manqua d'arbitrer la Finale de Coupe de France du 30 mai 2015 pour laquelle il était pressenti. Ce fut finalement Antony Gautier qui a été désigné par la F.F.F pour arbitrer cette finale.

## Activités hors de l'arbitrage

### Entrepreneuriat
Saïd Ennjimi est le fondateur du cabinet d'expertise-comptable qui porte son nom, le "cabinet Saïd Ennjimi", inscrit à l'Ordre des experts-comptables depuis 2004. Il reprend en 2014, la société Vitres et Verre, une verrerie-miroiterie de 36 salariés qui réalisa 3 260 000 € de chiffres d'affaires à la fin de l'exercice 2015.
Saïd Ennjimi etait également le patron du cabinet Auficom Indre, situé à Argenton-sur-Creuse.

### Engagements bénévoles
De concert à ses activités d'arbitrage, Saïd Ennjimi est également intervenu en qualité de membre de commission au sein du district de football de la Haute-Vienne, en tant que consultant et observateur pour la Ligue du Centre-Ouest de football, mais encore comme membre du comité directeur du club de Limoges FC Par ailleurs, il s'est quelque peu rapproché du ballon ovale en officiant comme membre de la Direction nationale d'aide et de contrôle de gestion (DNACG) au sein de la Ligue nationale de rugby.

### Président de la Ligue de football Nouvelle-Aquitaine
Proche de sa fin de carrière dans l'arbitrage, Saïd Ennjimi a commencé sa reconversion dans la gestion et la gouvernance du football de sa région étendue par la nouvelle réforme relative à la délimitation des régions. En effet, le 20 mai 2016, il s'est officiellement présenté comme candidat contre les deux présidents sortants des deux ligues des anciennes régions, Amador Carreras (ex-président de la Ligue d'Aquitaine de football) et Henri Monteil (ex-président de la Ligue du Centre-Ouest de football). Le 21 janvier 2017 lors de l'Assemblée Générale Élective de Marsac-sur-l'Isle (Dordogne), Saïd Ennjimi a recueilli 63 % des suffrages exprimés au second tour et devient le premier président de la Ligue de football Nouvelle-Aquitaine (LFNA).

## Statistiques
(janvier 2017).
Si vous disposez d'ouvrages ou d'articles de référence ou si vous connaissez des sites web de qualité traitant du thème abordé ici, merci de compléter l'article en donnant les références utiles à sa vérifiabilité et en les liant à la section « Notes et références ».
| Saison    | Compétitions                    | Nbre de matchs | Cartons jaunes | Cartons rouges | Ratio par match | Ratio par match |
| --------- | ------------------------------- | -------------- | -------------- | -------------- | --------------- | --------------- |
| 1999-2000 | CFA (gr. C)                     | 2              | 5              | 0              | 2,50            | 0,00            |
| 2000-2001 | CFA (gr. C)                     | 2              | 8              | 0              | 4,00            | 0,00            |
| 2000-2001 | Coupe de France                 | 1              | 7              | 0              | 7,00            | 0,00            |
| 2001-2002 | National                        | 4              | 15             | 0              | 3,75            | 0,00            |
| 2001-2002 | CFA (gr. C)                     | 1              | 4              | 0              | 4,00            | 0,00            |
| 2002-2003 | Match amical international      | 1              | 0              | 0              | 0,00            | 0,00            |
| 2002-2003 | National                        | 2              | 10             | 0              | 5,00            | 0,00            |
| 2002-2003 | Coupe de France                 | 1              | 0              | 0              | 0,00            | 0,00            |
| 2003-2004 | Ligue 2                         | 15             | 62             | 8              | 4,13            | 0,53            |
| 2003-2004 | National                        | 1              | 0              | 2              | 0,00            | 2,00            |
| 2003-2004 | CFA (gr. C)                     | 1              | 0              | 0              | 0,00            | 0,00            |
| 2004-2005 | Ligue 2                         | 17             | 74             | 5              | 4,35            | 0,29            |
| 2004-2005 | National                        | 6              | 22             | 1              | 3,66            | 0,16            |
| 2004-2005 | Coupe de la Ligue               | 1              | 3              | 0              | 3,00            | 0,00            |
| 2004-2005 | Coupe de France                 | 3              | 6              | 0              | 2,00            | 0,00            |
| 2005-2006 | Ligue 1                         | 16             | 64             | 3              | 4,00            | 0,18            |
| 2005-2006 | Ligue 2                         | 6              | 23             | 1              | 3,83            | 0,16            |
| 2005-2006 | Coupe de la Ligue               | 1              | 5              | 0              | 5,00            | 0,00            |
| 2005-2006 | Coupe de France                 | 4              | 8              | 0              | 2,00            | 0,00            |
| 2006-2007 | Ligue 1                         | 18             | 67             | 3              | 3,72            | 0,16            |
| 2006-2007 | Ligue 2                         | 8              | 36             | 1              | 4,50            | 0,12            |
| 2006-2007 | National                        | 1              | 2              | 0              | 2,00            | 0,00            |
| 2006-2007 | Coupe de la Ligue               | 2              | 8              | 0              | 4,00            | 0,00            |
| 2006-2007 | Coupe de France                 | 2              | 3              | 0              | 1,50            | 0,00            |
| 2007-2008 | Ligue 1                         | 20             | 66             | 3              | 3,30            | 0,15            |
| 2007-2008 | Ligue 2                         | 6              | 20             | 2              | 3,33            | 0,33            |
| 2007-2008 | Coupe de la Ligue               | 1              | 6              | 1              | 6,00            | 1,00            |
| 2007-2008 | Coupe de France                 | 1              | 4              | 0              | 4,00            | 0,00            |
| 2008-2009 | Ligue des champions             | 1              | 1              | 0              | 1,00            | 0,00            |
| 2008-2009 | Coupe UEFA                      | 1              | 1              | 0              | 1,00            | 0,00            |
| 2008-2009 | Ligue 1                         | 21             | 69             | 1              | 3,28            | 0,04            |
| 2008-2009 | Ligue 2                         | 5              | 25             | 2              | 5,00            | 0,40            |
| 2008-2009 | CFA (gr. C)                     | 1              | 7              | 0              | 7,00            | 0,00            |
| 2008-2009 | Coupe de la Ligue               | 2              | 7              | 0              | 3,50            | 0,00            |
| 2008-2009 | Coupe de France                 | 2              | 5              | 0              | 2,50            | 0,00            |
| 2009-2010 | Élim. Coupe du Monde 2010       | 2              | 4              | 0              | 2,00            | 0,00            |
| 2009-2010 | Match amical international      | 1              | 4              | 0              | 4,00            | 0,00            |
| 2009-2010 | Ligue des champions             | 1              | 4              | 0              | 4,00            | 0,00            |
| 2009-2010 | Ligue Europa                    | 5              | 26             | 2              | 5,20            | 0,40            |
| 2009-2010 | Botola Pro 1                    | 1              | 0              | 0              | 0,00            | 0,00            |
| 2009-2010 | Ligue 1                         | 17             | 69             | 7              | 4,05            | 0,41            |
| 2009-2010 | Ligue 2                         | 3              | 17             | 1              | 5,66            | 0,33            |
| 2009-2010 | Coupe de la Ligue               | 1              | 5              | 0              | 5,00            | 0,00            |
| 2009-2010 | Coupe de France                 | 1              | 4              | 0              | 4,00            | 0,00            |
| 2010-2011 | Élim. Euro 2011 Espoirs         | 1              | 5              | 0              | 5,00            | 0,00            |
| 2010-2011 | Match amical international      | 2              | 8              | 0              | 4,00            | 0,00            |
| 2010-2011 | Ligue des champions             | 1              | 3              | 0              | 3,00            | 0,00            |
| 2010-2011 | Ligue Europa                    | 3              | 10             | 0              | 3,33            | 0,00            |
| 2010-2011 | Ligue 1                         | 16             | 66             | 2              | 4,12            | 0,12            |
| 2010-2011 | Ligue 2                         | 4              | 16             | 0              | 4,00            | 0,00            |
| 2010-2011 | Coupe de la Ligue               | 2              | 13             | 1              | 6,50            | 0,50            |
| 2010-2011 | Coupe de France                 | 3              | 9              | 2              | 3,00            | 0,66            |
| 2011-2012 | Match amical international U-18 | 1              | 1              | 0              | 1,00            | 0,00            |
| 2011-2012 | Élim. Euro 2012                 | 1              | 4              | 0              | 4,00            | 0,00            |
| 2011-2012 | Ligue des champions             | 1              | 6              | 0              | 6,00            | 0,00            |
| 2011-2012 | Ligue Europa                    | 3              | 17             | 0              | 5,66            | 0,00            |
| 2011-2012 | Ligue 1                         | 17             | 74             | 5              | 4,35            | 0,29            |
| 2011-2012 | Ligue 2                         | 4              | 16             | 1              | 4,00            | 0,25            |
| 2011-2012 | Coupe de la Ligue               | 1              | 5              | 1              | 5,00            | 1,00            |
| 2011-2012 | Coupe de France                 | 3              | 9              | 1              | 3,00            | 0,33            |
| 2012-2013 | Ligue Europa                    | 2              | 10             | 2              | 5,00            | 2,00            |
| 2012-2013 | Ligue 1                         | 21             | 71             | 3              | 3,38            | 0,14            |
| 2012-2013 | Ligue 2                         | 7              | 23             | 0              | 3,28            | 0,00            |
| 2012-2013 | Coupe de la Ligue               | 1              | 3              | 0              | 3,00            | 0,00            |
| 2012-2013 | Coupe de France                 | 4              | 10             | 0              | 2,50            | 0,00            |
| 2013-2014 | Match amical international      | 1              | 0              | 1              | 0,00            | 1,00            |
| 2013-2014 | Ligue Europa                    | 1              | 3              | 0              | 3,00            | 0,00            |
| 2013-2014 | Ligue 1                         | 20             | 72             | 1              | 3,60            | 0,05            |
| 2013-2014 | Ligue 2                         | 4              | 17             | 1              | 4,25            | 0,25            |
| 2013-2014 | Coupe de la Ligue               | 2              | 9              | 0              | 4,50            | 0,00            |
| 2013-2014 | Coupe de France                 | 3              | 9              | 0              | 3,00            | 0,00            |
| 2014-2015 | Match amical international      | 2              | 4              | 0              | 2,00            | 0,00            |
| 2014-2015 | Ligue Europa                    | 1              | 3              | 0              | 3,00            | 0,00            |
| 2014-2015 | Ligue 1                         | 16             | 65             | 3              | 4,06            | 0,18            |
| 2014-2015 | Ligue 2                         | 2              | 6              | 0              | 3,00            | 0,00            |
| 2014-2015 | Coupe de la Ligue               | 2              | 11             | 2              | 5,50            | 2,00            |
| 2014-2015 | Coupe de France                 | 2              | 6              | 0              | 3,00            | 0,00            |
| 2015-2016 | Ligue 1                         | 13             | 48             | 3              | 3,69            | 0,23            |
| 2015-2016 | Ligue 2                         | 1              | 5              | 0              | 5,00            | 0,00            |
| 2015-2016 | National                        | 1              | 3              | 0              | 3,00            | 0,00            |
| 2015-2016 | Coupe de la Ligue               | 1              | 4              | 1              | 4,00            | 1,00            |
| 2015-2016 | Coupe de France                 | 1              | 0              | 0              | 0,00            | 0,00            |
| 2016-2017 | Ligue 1                         | 2              | 4              | 1              | 2,00            | 0,50            |
| 2016-2017 | Ligue 2                         | 2              | 6              | 1              | 3,00            | 0,50            |
| TOTAL     | TOTAL                           | 384            | 1430           | 75             | 3,45            | 0,21            |